# Michel Chevalier (politicus)
Michel Chevalier (Limoges, 13 januari 1806 - Olmet-et-Villecun, 28 november 1879) was een Frans econoom, ingenieur en politicus ten tijde van de Julimonarchie, de Tweede Franse Republiek en het Tweede Franse Keizerrijk.

## Biografie
Michel Chevalier werd ingenieur in 1829. Na de Julirevolutie in 1830 werd hij een aanhanger van het saint-simonisme. Rond deze periode werd hij ook uitgever van de krant Le Globe, die in 1832 werd verboden omdat het saint-simonisme door de gevestigde orde in strijd met de openbare orde werd geacht. Als uitgever werd hij veroordeeld tot een gevangenisstraf van zes maanden, die hij uitzat in de gevangenis van Sainte-Pélagie in Parijs. 
Na zijn vrijlating stuurde minister van Binnenlandse Zaken Adolphe Thiers hem op economische missie naar de Verenigde Staten en Mexico. In Mexico ontmoette hij mineraloog Andrés Manuel del Río. In 1837 publiceerde hij vervolgens het werk Des intérêts matériels en France, wat de doorbraak van zijn carrière zou betekenen.
In 1841 verwierf hij een leerstoel economische politiek aan het Collège de France. In 1844 huwde hij met Emma Fournier en een jaar later wordt hij als volksvertegenwoordiger gekozen voor het departement Aveyron. In 1851 werd hij lid van de Académie des sciences morales et politiques. Na de staatsgreep in datzelfde jaar van de latere keizer Napoleon III werd Chevalier een nauwe economische raadgever van hem. In 1860 benoemde de keizer hem tot senator. Chevalier zou zetelen in de Senaat tot de afkondiging van de Derde Franse Republiek op 4 september 1870. Nog in 1860 was hij een van de Franse onderhandelaars van een Frans-Brits vrijhandelsverdrag, naast François Barthélemy Arlès-Dufour. De onderhandelaars aan Britse zijde waren Richard Cobden en John Bright. Het verdrag kreeg ook de roepnaam Cobden-Chevalierverdrag.
In 1867 was hij voorzitter van de internationale jury van de Wereldtentoonstelling van Parijs van 1867. Eerder was hij voorzitter van de economiecommissie bij de Wereldtentoonstelling van Parijs van 1855 en voorzitter van de Franse delegatie bij de Wereldtentoonstelling van Londen van 1862.
De val van het Tweede Franse Keizerrijk en de afkondiging van de Derde Franse Republiek in september 1870 betekenden het einde van de carrière van Chevalier. Hij trok zich terug uit het publieke leven, maar richtte samen met ingenieur Aimé Thomé de Gamond een studiecomité op voor het bouwen van een Kanaaltunnel, een toen utopisch project dat een grote eeuw later, in 1994, ook werkelijk zou worden gerealiseerd.
In 1837 werd Chevalier onderscheiden als ridder in het Legioen van Eer, met bevordering tot grootofficier in 1861. In 1875 verkreeg hij de Albert Medal.
Zijn broer Auguste Chevalier was tevens ingenieur en politicus. Michel Chevalier was de schoonvader van Albert Le Play, van Paul Leroy-Beaulieu, van Émile Flourens en van Émile Dehollain.
- Biblioteca Nacional de España: XX1245600
- Bibliothèque nationale de France: cb12171043k (data)
- Catàleg d'autoritats de noms i títols de Catalunya: 981058518274306706
- Gemeinsame Normdatei: 116498110
- International Standard Name Identifier: 0000 0001 1019 7159
- Library of Congress Control Number: n50038008
- Base Léonore: LH//522/31
- Bibliotheek van het Japanse parlement: 00620489
- Nationale Bibliotheek van Tsjechië: skuk0000231
- Nationale Bibliotheek van Israël: 987007272696705171
- Nederlandse Thesaurus van Auteursnamen: 069978700
- Istituto Centrale per il Catalogo Unico: SBLV203650
- SNAC: w6nv9zbt
- Système universitaire de documentation: 03025518X
- Trove: 1076399
- Union List of Artist Names: 500106884
- Virtual International Authority File: 51933
- WorldCat: E39PBJgX8b9JKrRtwx4Qv648YP